# Melissodes micheneri
Melissodes micheneri är en biart som beskrevs av Laberge 1961. Melissodes micheneri ingår i släktet Melissodes och familjen långtungebin. Inga underarter finns listade i Catalogue of Life.